# Shrine Auditorium
Lo Shrine Auditorium di Los Angeles, California, è un grande edificio in grado di ospitare importanti eventi che si svolgono nella città, oltre ad essere il centro regionale degli Shriners, un'organizzazione massonica.

## Storia
L'attuale Shrine Auditorium è stato costruito fra il 1925 ed il 1926, ed ha preso il posto di quello costruito nel 1906, ma distrutto da un incendio l'11 gennaio 1920. L'incendio si propagò in appena trenta minuti e quasi costò la vita dei sei pompieri intervenuti. L'attuale edificio è stato progettato dall'architetto di San Francisco G. Albert Lansburgh con l'assistenza di John C. Austin e AM Edelman. Una volta ricostruito, l'auditorium poteva ospitare 1,200 persone sul palco ed avere una platea di 6,442 posti a sedere. Un ingegnere consultato per il progetto disse che i tralicci in acciaio che sostenevano la balconata erano i più larghi mai costruiti.
Nel 2002 sono stati investiti quindici milioni di dollari per la ristrutturazione dell'edificio. Attualmente lo Shrine Auditorium è in grado di accogliere 6300 spettatori, rispetto alla capacità originaria di 6700 spettatori, antecedente alla ristrutturazione del 2002, ed ha un palco largo 59 metri e profondo 21 metri.
Lo Shrine Auditorium è utilizzato principalmente per ospitare eventi legati al mondo dell'intrattenimento. Si possono citare la cerimonia per la consegna dei Premi Oscar, degli Emmy Awards, dei BET Awards, Soul Train Music Award e Miss Universo 2006.